# 수윤
수윤(본명: 김수윤, 金秀潤, 2001년 3월 17일 ~ )는 대한민국의 가수로, 걸 그룹 로켓펀치의 멤버이다.

## 생애
수윤은 2001년 3월 17일 경기도 고양시에서 출생하였다.
2020년 서울공연예술고등학교 연극영화과를 졸업했으며,
2017년 12월 현재 소속중인 소속사 울림엔터테인먼트에 입사하였다.
이듬해, PRODUCE 48에 울림엔터테인먼트 소속으로 권은비, 김채원, 소희와 함께 참가하였고, 최종성적 47위로 마감하였다.
이후, 연습생 기간을 거쳐 2019년 8월 7일 걸그룹 로켓펀치의 구성원으로 데뷔하였다.

## 학력
- 고양원당초등학교[2] (졸업)
- 고양현산중학교 (졸업)
- 서울공연예술고등학교[3] 연극영화과 (졸업)

## 출연 작품

### 예능
| 연도 | 방송 | 제목                     | 역할                                                        |
| ---- | ---- | ------------------------ | ----------------------------------------------------------- |
| 2018 | Mnet | PRODUCE 48               | 참가자                                                      |
| 2021 | MBC  | 미스터리 음악쇼 복면가왕 | 누르기만 하면 매력적인 목소리가 자동재생! 주크박스 (참가자) |